# 计算机辅助设计

典型CAD繪製的滑鼠

计算机辅助设计（英語：Computer Aided Design, CAD）是指運用電腦軟體製作並模擬實物設計，展現新開發商品的外型、結構、色彩、質感等特色的過程。隨著技術的不斷發展電腦輔助設計不僅僅適用於工業，還被廣泛運用於平面印刷出版等諸多領域。它同時涉及到軟體和專用的硬體。

## 名稱
CAD有時也寫作“computer-assisted”、“computer-aided drafting”、“computer-aided drawing”，或類似的表達方式。相關的縮略語有CADD，表示電腦輔助設計和草圖(computer-aided design and drafting)，以及CAD，表示電腦輔助建築設計(computer-aided architectural design)或電腦輔助機械設計(computer-aided mechanical design)或電腦輔助模具設計(computer-aided molding design)。所有這些術語基本上相似，都指使用電腦而不是傳統的繪圖板來進行各種項目的設計和工程製圖。

## 使用範圍
由CAD创建的建筑和工程项目的范围很广，包括建筑设计制图，机械制图，电路图，和其他各种形式的设计交流方式。现在，它们都成为计算机辅助设计更广泛的定义的一部分。

## 歷史
设计者很早就开始使用计算机进行计算。有人认为伊凡·蘇澤蘭在1963年在麻省理工学院开发的Sketchpad是一个转折点。Sketchpad的創新特性是它允许设计者用图形方式和计算机交互：设计可以用一枝光笔在阴极射线管屏幕上绘制到计算机裡。实际上，这就是图形化用户界面的原型，而这种界面是现代CAD不可或缺的特性。
CAD最早的应用是在汽车制造、航空航天以及电子工业的大公司中。随着计算机变得更便宜，应用范围也逐渐变广。

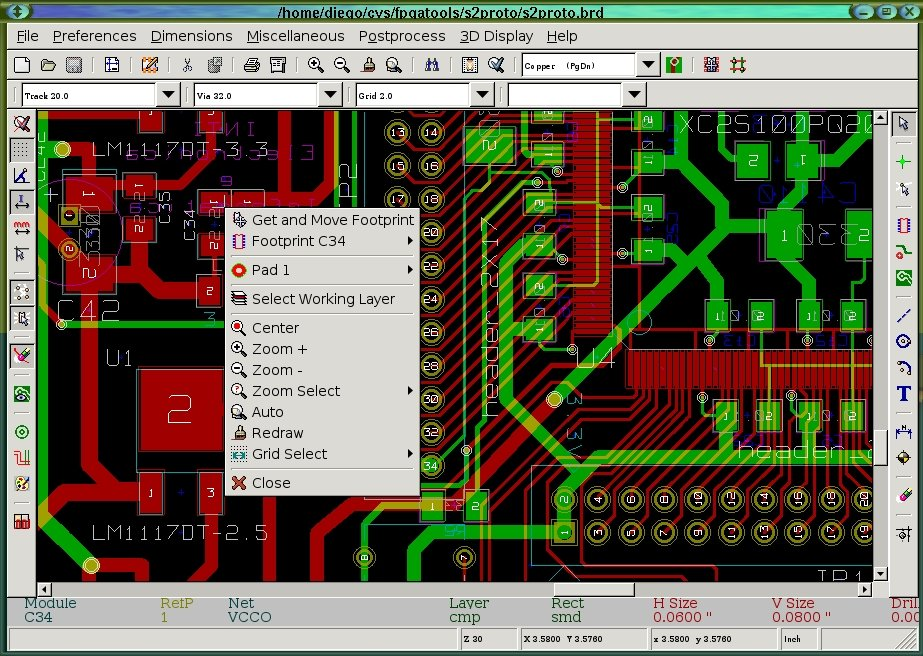
電子設計自動化軟體

CAD技术经过了多年的演变。CAD刚开始的时候主要被用于产生和手绘的图纸相仿的图纸。计算机技术的发展使得计算机在设计方法有更具技巧的应用。现今，CAD已经不仅仅用于绘图和显示，它也开始導入设计者的专业知识中更具“智能”的部分。
隨著電腦科技的日益發展，效能的提升和更便宜的價格，許多公司已採用立體繪圖設計。以往，礙於電腦效能的限制，繪圖軟件只能停留在平面設計，欠缺真實感，而立體繪圖則突破了該限制，令設計圖更實體化。

## 功能
現代CAD系統的功能包括：
- 設計組件重用(Reuse of design components)
- 簡易的設計修改和版本控制功能(Ease of design modification and versioning)
- 設計的標準組件的自動產生(Automatic generation of standard components of the design)
- 設計是否滿足要求和實際規則的檢驗(Validation/verification of designs against specifications and design rules)
- 無需建立物理原型的設計模擬(Simulation of designs without building a physical prototype)
- 裝配件（一堆零件或者其他裝配件）的自動設計
- 工程文檔的輸出，例如製造圖紙，材料明細表(Bill of Materials)
- 設計到生產設備的直接輸出
- 到快速原型或快速製造工業原型的機器的直接輸出

CAD的發展導致了下列工具和方法的發展：
- 線框模型
- 實體造型
- 智能布線圖和生產關聯資料庫(Intelligent wiring diagrams and production linked database systems)
- 圖形表達系統和工廠圖紙和資料庫(Graphically represented system or plant diagrams and databases)
- 參數化設計模型(Parametric design models)
- 實時進程模擬(Real-time process simulation)
- 電腦數值控制(Computer Numerically Controlled(CNC))加載文件（工具路徑指令）
- 有限元分析
- 快速原型法(Rapid prototyping)

很多CAD图纸是用应用软件通过设计草图和其他输入从头开始创建的。其他CAD图纸是从原有的电子CAD文件，通过复制全部或部分另一个CAD文件，经过改动，然后另存为新文件得到。只有物理形式存在的图纸（蓝图，丢失文件的设计图，等等）可以用一种“纸到CAD转换的”（图纸转换，数字化，矢量化）的程序来转为CAD文件。

## 参看
- 幾何拓撲學
- 信息可視化
- 计算机辅助工程（Computer-Aided Engineering,CAE）
- 计算机自动設計
- 计算机辅助制造
- 電腦輔助建築設計
- 计算机图形学
- 快速成型技术
- 电子设计自动化
- CAD公司列表
- 新产品开发
- 纸到CAD的转换
- Pierre Bézier
- 建築信息模型